# Nautilocalyx panamensis
Nautilocalyx panamensis är en tvåhjärtbladig växtart som först beskrevs av Berthold Carl Seemann, och fick sitt nu gällande namn av Berthold Carl Seemann. Nautilocalyx panamensis ingår i släktet Nautilocalyx och familjen Gesneriaceae. Inga underarter finns listade i Catalogue of Life.